# Кобона (село)
Кобона́ (рос. Кобона) — село в Кіровському районі Ленінградської області, Росія.